# Avenida José Belloni
La Avenida José Belloni, es una avenida de la ciudad y del departamento de Montevideo capital de Uruguay. Debe su nombre al famoso escultor uruguayo José Belloni Garaycochea (Montevideo,  1882 - 1965).
La avenida atraviesa la ciudad desde el barrio Flor de Maroñas, en Camino Maldonado, al sur este de la ciudad y finaliza al norte, en la ruta 66. Tiene un largo de 15430 metros.

## Recorrido
La avenida tiene un extremo en la avenida 8 de Octubre en el barrio Flor de Maroñas, donde se ubica la Plaza Huelga General de 1973 y el Intercambiador Belloni, extendiéndose en dirección norte, atravesando los barrios de Maroñas, Piedras Blancas, Manga y Puntas de Manga.
Por esta avenida se extiende la afamada «Feria de Piedras Blancas», un referente de todos los domingos, donde se instalan cientos de puestos de venta de las más variadas categorías.

## Lugares con historia
A lo largo de la avenida se encuentra un gran número de lugares de interés, entre los que se encuentran el Hipódromo de Maroñas, la Biblioteca "Batlle y Ordóñez" y la estación Manga de ferrocarriles. Sobre la avenida cruza una de las principales vías férreas del país, la línea  Montevideo - Minas.